# Argia
Argia ('Luz' en euskera) es una revista de información general en euskera. El grupo editorial tiene su sede central en Lasarte-Oria, en Guipúzcoa (España).

## Historia

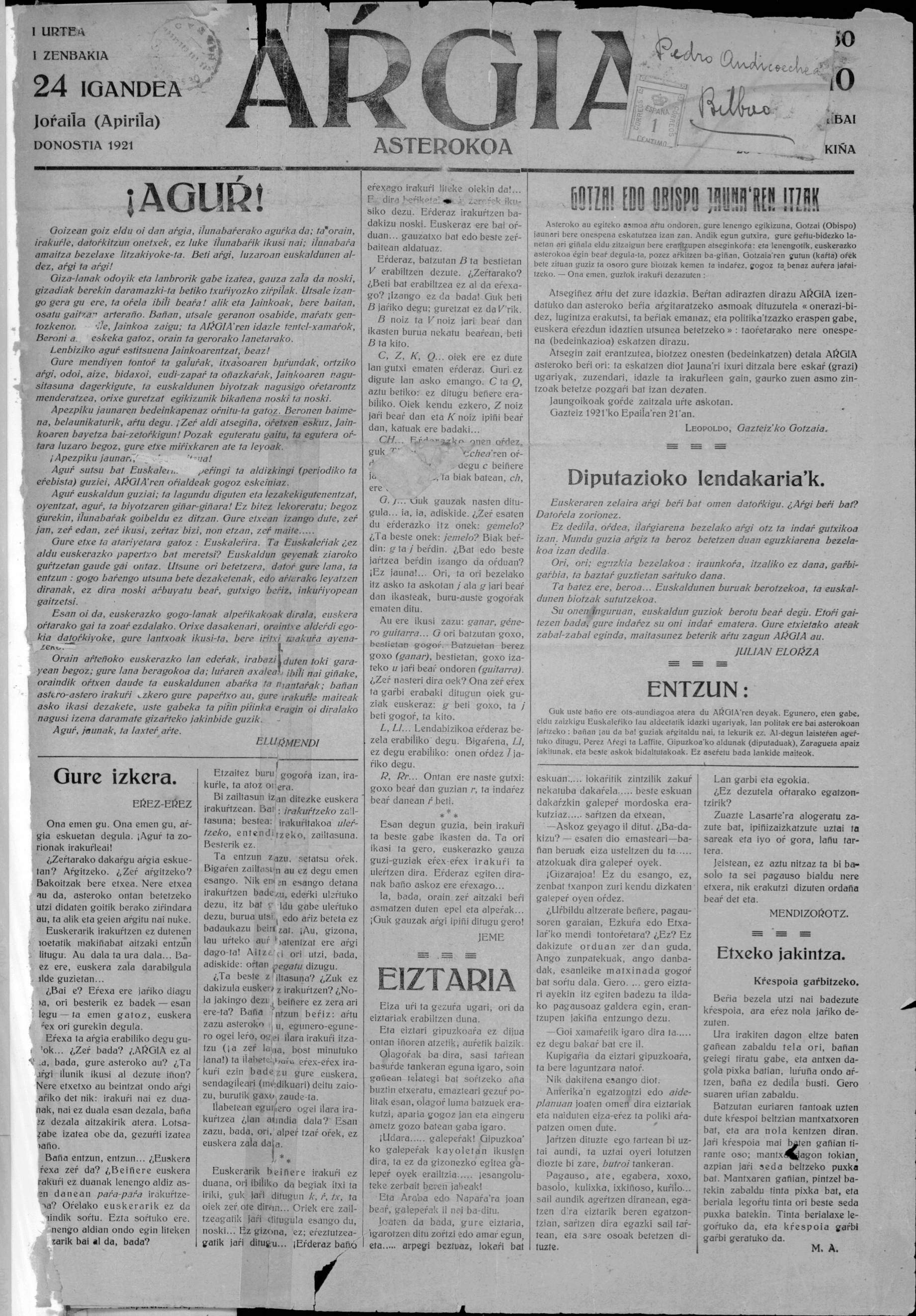
Primer ejemplar de la revista Argia (24 de abril de 1921).

El uno de enero de 1919, los capuchinos de Pamplona publicaron el primer ejemplar de Zeruko Argia ('Luz del cielo' en euskera), bajo la dirección del capuchino Damaso Intza. Era una revista mensual con carácter religioso, de formato pequeño. En 1921, en San Sebastián crearon otra revista llamada Argia, esta también en euskera pero sin tener ese carácter religioso. Durante años fueron los únicos medios escritos solamente en euskera, pero entre las dos publicaciones, en vez de competencia, había un espíritu de cooperación. La guerra civil española interrumpió por primera vez la labor de las dos revistas, y al mismo tiempo, la labor del periodismo en euskera.
Terminada la guerra, tuvieron que trascurrir más de 15 años para que se publicara otro ejemplar. En la década de los 50 se hicieron unos cuantos intentos para rehabilitar Zeruko Argia, pero solo vieron la luz un par de números. La revista se afianzó en 1963 siendo la heredera de las dos anteriores revistas: por un lado, tomó como nombre Zeruko Argia y estaba en manos de los capuchinos; por otro, el aspecto y la frecuencia eran del viejo Argia, y los temas religiosos eran cada vez menos frecuentes, aunque la foto de la primera portada del año 1963 fuera la del Papa.
Zeruko Argia era lugar de encuentro de escritores, músicos, pensadores y, en resumidas cuentas, de la gente relacionada con la cultura vasca. Aún y todo, en los años 1960, eran pocas las firmas que tenían una prestación y estilo periodístico. Era más una colección de opiniones que un producto periodístico.
En 1972 crearon la sección Zenbat Gara (Cuántos somos en euskera). Aquí se escribían las noticias relacionadas con Euskal Herria y la cultura vasca en una forma más dinámica. Una nueva generación de periodistas empezó a escribir en la revista, creando un estilo periodístico en lengua vasca. La transición del fondo también tuvo su transformación en la forma, en 1976 aquella revista con forma de gran periódico se convirtió en magacín. El primer número de aquella revista con una nueva cara reflejaba bien uno de los temas que estaban al rojo vivo, una foto en color de la central nuclear de Lemóniz. De hecho, 1976 fue nombrado como el año del periodismo vasco. Aquellos años personas como Rikardo Arregi, Xabier Lete, Joseba Sarrionandia, Ramón Saizarbitoria, Bernardo Atxaga, Mari Karmen Garmendia y Elixabete Garmendia escribían en el semanal, entre otros.
El 2 de marzo de 1976 (número 686) Zeruko Argia publicó las fotos de Amparo Arangoa Satrustegi, una sindicalista navarra de la OTR (Organización Revolucionaria de Trabajadores), después de ser torturada en el cuartel de la Guardia Civil en Tolosa (Guipúzcoa), bajo las órdenes del capitán Jesús Muñecas Aguilar, que «poseía una siniestra fama como torturador en Euskadi que todavía se acrecentaría más en los años siguientes». Las fotografías mostraban las nalgas y las piernas negras por los moratones producidos por los golpes que recibió. La revista fue secuestrada por orden del gobierno de Carlos Arias Navarro, con Manuel Fraga como ministro del Interior, pero no se impidió que otros medios reprodujeran las fotografías, lo que desencadenó una campaña de prensa en contra de la práctica de la tortura.
Las fotos crearon una gran conmoción tanto en el País Vasco como fuera de este. Cada vez los temas políticos eran más frecuentes en las páginas de este medio, reflejo de la situación en la sociedad vasca.
Zeruko Argia poco a poco se estaba sumergiendo en una crisis, donde en aquellos años se discutía si los medios solo en euskera podían tener un sitio o no.
A finales de la década de los 70, la mayoría de los periodistas de Zeruko Argia se fueron a los recién creados diarios bilingües Egin y Deia. Así, quedaron cinco personas para hacer la revista.
En 1980 los capuchinos dejaron la propiedad de la revista en los trabajadores que hacían la revista, y éstos, abandonaron por completo la senda religiosa por donde se estaban alejando poco a poco. Le cambiaron el nombre, y desde entonces, la revista Zeruko Argia ("Luz del cielo") pasó a ser solo Argia ("Luz"). Fueron tiempos difíciles económicamente para la revista, y después de estar en la calle semana tras semana desde 1963, unas semanas llegaron a no poder publicarla por no tener papel.
Aunque los recursos eran muy limitados, los trabajadores de Argia fueron los promotores de muchas iniciativas. Para que el proyecto fuera viable, reunieron infraestructuras en su alrededor. Primero la imprenta Antza y luego la empresa informática Apika. Fruto de esa década fueron la revista de pensamiento Larrun, la editorial Susa, el Argia eguna ("Día Argia") y los Argia Sariak ("Premios Argia").
A partir de la mitad de la década de los 80, la mayoría de los trabajadores de Argia, además de hacer el trabajo semanal, empezaron a crear un diario que fuese solamente en lengua vasca. En diciembre de 1990, en la imprenta Antza, publicaron el primer ejemplar del diario Euskaldunon Egunkaria, que años más tarde iba a ser clausurado por la Guardia Civil.
Una vez creado el periódico, casi todo el equipo de Argia se trasladó allí y casi se quedaron sin personal, teniendo que vivir otra vez tiempos duros. Con los años, en un mundo cada vez más amplio y diverso de la comunicación en euskera, la revista Argia otra vez ha hecho su hueco.
El 24 de marzo de 1997, aunque los costes fueran muy altos, empezaron a imprimir toda la revista en color, dando un aspecto más moderno y atractivo. El mismo año, decidieron dar el salto a Internet, cuando todavía estaba en pleno proceso de expansión. Desde el principio, pusieron todos los contenidos gratuitamente, y fueron de los únicos en hacer esto junto con la revista navarra Ttipi Ttapa.
En 2006, con la excusa del viaje a Bolivia de Amets Arzallus y Txomin Txueka, hicieron los primeros vídeos creados propiamente para Internet. Entre otros, cabe destacar el realizado con Evo Morales. Desde entonces, han trabajado el aspecto multimedia, y en 2008 crearon un canal multimedia con vídeos, fotos y diaporamas.
En 2009, Argia celebró su 90 aniversario, con un diseño renovado y organizando diferentes actos en las distintas capitales de Euskal Herria.
En 2010 parte de Argia.com pasó de tener licencia copyright a Creative Commons. En el canal multimedia se añadieron dos apartados donde se van reuniendo cortos y documentales en euskera.

## Cronología
- El 1 de enero de 1919 se publicó por primera vez la revista Zeruko Argia.
- El 24 de abril de 1921 se publicó por primera vez Argia en San Sebastián y en julio de 1936 el último de esta etapa, el número 797.
- En 1963 la nueva sede de la revista Zeruko Argia se abrió en San Sebastián, cambiándole la estética y convirtiéndolo en semanario. Este año empezaron a contar otra vez desde 1.
- En el año 1980 recuperó el nombre que se mantiene hasta hoy Argia.
- En 1988 por primera vez se repartieron los premios Argia Sariak en los medios vascos.
- En 1997 se metió en la red con el nombre Sareko Argia.
- En 2005 se publicó el ejemplar número 2000.
- En 2007 Sareko Argia cumplió 10 años.
- En 2009 Argia cumplió 90 años.
- En 2019 Argia cumple 100 años.

## Perfil del lector
La mayoría de los lectores tienen entre 25-55 años y estudios de grado superior.[cita requerida]

## Premios
- En el año 1994 Koldo Izagirre recibió el premio "Rikardo Arregi Kazetaritza Saria" por la crónica "Liliput debekatuak" escrito en el anuario de Argia.[3]
- En junio de 2003 las hermanas Ixiar Eizagirre y Estitxu Eizagirre obtuvieron el premio "Rikardo Arregi Kazetaritza Sarien Sari Nagusia" por varios trabajos realizados en Argia.[4]
- En junio de 2005 Ainhoa Lendinez recibió el premio Rikardo Arregi Kazetari Berria por varios trabajos realizados en Argia.[5]
- En junio de 2007 Mikel García recibió el premio Rikardo Arregi Kazetari Berria por varios reportajes publicados en Argia.[6]
- El día 28 de junio de 2008 Lander Arbelaitz obtuvo el premio Rikardo Arregi Kazetari Berria por varios reportajes publicados en Argia.[7]
- En diciembre de 2008, Argia.com recibió el premio Buber de mejor sitio en la divulgación del euskera.[8]
- El día 27 de junio de 2009 Gorka Bereziartua recibió el premio Rikardo Arregi Kazetari Berria por los artículos elaborados en Argia.[9]
- El día 18 de marzo de 2010 Unai Brea recibió el premio CAF-Elhuyar saria.[10]
- El día 10 de mayo de 2010 Urko Apaolaza recibió el premio Eurobask.[11]